# Kevin Rahm
Pour les articles homonymes, voir Rahm.
Kevin Rahm, né le 7 janvier 1971, est un acteur américain. 
Il est connu pour avoir tenu le rôle de Kyle McCarty dans la série Amy, celui de Lee McDermott dans la série télévisée Desperate Housewives, ainsi que pour celui de Ted Chaough dans la série Mad Men. Il est aussi apparu dans la série Jesse.

## Filmographie sélective

### Cinéma
- 1995 : Une femme en danger : Le jeune serveur
- 1998 : Clay Pigeon : Bystander at Amanda's
- 2000 : Nurse Betty : un ami
- 2007 : LA Blues : Bobby Gordong
- 2014 : Night Call : Frank Kruse
- 2017 : Clinical : Alex

### Télévision
- 1998 : Beverly Hills : Jay Snelling (saison 9, épisode 18)
- 1999 : Premier Secours : Griffith (saison 1)
- 1999 : Star Trek : Deep Space Nine : Norvo (saison 7 episode 11)
- 1999 - 2000 : Jesse : Dr. Danny Kozak
- 2000 : Ally McBeal : Clayton Hooper (saison 4, épisode 13)
- 2001 - 2004 : Amy : Kyle McCarty
- 2001 : Friends : Tim (saison 8, épisode 5)
- 2004 : Le Monde de Joan : Dana Tuchman (épisodes 12 et 20)
- 2005 : Close to Home : Mark Rayburn (saison 1, épisode 4)
- 2005 : Night Stalker : Le Guetteur : Dr Aaron Shields (saison 1 épisode 9)
- 2005 : Grey's Anatomy : M. Duff (saison 1, épisode 8)
- 2005 : Les Experts : Manhattan : Tony Collis (saison 2 épisode 15)
- 2006 : Crumbs : Roger (saison 1, épisode 1)
- 2006 : Les Experts : Joe Hirschoff (saison 7, épisodes 1 et 2)
- 2007 : Scrubs : Joe Hutnick (saison 7, épisode 1)
- 2007 - 2012 : Desperate Housewives : Lee McDermott (53 épisodes)
- 2008 : FBI : Portés disparus : Ryan McAvoy (saison 7, épisode 1)
- 2008 : Les Experts : Miami : Dr Sean Loftin (saison 7, épisode 21)
- 2009 : Three Rivers : John Warren (saison 1, épisode 8)
- 2009 : Mentalist : Brad Elias (saison 2, épisode 13)
- 2010 - 2013 : Mad Men : Ted Chaough (16 épisodes)
- 2011 : I Hate My Teenage Daughter : Jack
- 2014 - 2020 : Madam Secretary : Michael « Mike B » Barnow
- 2015 : Bates Motel : Bob Paris
- 2016 - 2019 : L'Arme fatale : Capitaine Brooks Avery
- 2020 : Love, Victor : Mr. Campbell, le père de Benji.
- 2023 : Tiny Beautiful Things : Paul (1 épisode)